# Andrea di Bartolo
Andrea di Bartolo (1360/70 - Siena 1428) foi um pintor italiano da Escola de Siena, ativo entre 1389-1428.
Foi o único sobrevivente de nove filhos do pintor Bartolo di Fredi. Passou sua juventude na oficina do pai onde recebeu muitas encomendas importantes tais como o políptico  A Coroação de Maria, agora preservado no Museu de Arte Religiosa em  Montalcino. Colaborou também com Luca di Tommè. 
Andrea teve dois filhos artistas, Giorgio di Andrea di Bartolo (1409 - 1428) e Ansan di Andrea di Bartolo (1439 - 1480), que trabalharam com Sano di Pietro no  Livro de Corais da Catedral de Siena. É possível que tenha também sido o professor de Sano di Pietro.
Andrea di Bartolo continuou com a tradição de Siena e de Duccio e Simone Martini. Como esse último, viajou muito para realizar trabalhos, incluindo Marcas, Veneza e Treviso.